# Bavay
Bavay é uma comuna francesa na região administrativa de Altos da França, no departamento do Norte. Estende-se por uma área de 10.12 km². Em 2010 a comuna tinha 3 363 habitantes (densidade: 332,3 hab./km²).